# Thomas Fitzalan (10e comte d'Arundel)
Thomas Fitzalan, 10e comte d'Arundel, 7e baron Maltravers (1450-25 octobre 1524) est le fils de William Fitzalan (9e comte d'Arundel), et de Joan Neville, fille aînée de Richard Neville (5e comte de Salisbury), et d'Alice Montagu.

## Carrière
Il est fait chevalier du bain le 27 juin 1461 lors du couronnement d'Édouard IV et est élu dans l'ordre de la Jarretière le 26 février 1474. En tant que Lord Mautravers, il est l'un des pairs présents au couronnement de Richard III le 6 juillet 1483, et en 1471 siège au Parlement en tant que Lord Mautravers. En septembre 1486, il est le parrain du fils aîné d'Henri VII, Arthur, prince de Galles, et le 25 novembre 1487, il porte la baguette et la colombe au couronnement d'Élisabeth d'York. Il succède à son père en tant que comte d'Arundel en 1488. Il est élu deux fois lieutenant de l'ordre de la Jarretière, le 19 juillet 1489, et de nouveau en 1517. En 1489, il est nommé gardien de la New Forest,. Il est présent, avec tous les autres chevaliers  de la jarretière, à la rencontre en 1520 entre Henri VIII et François Ier de France maintenant connue sous le nom de Camp du Drap d'Or.
Il meurt le 25 octobre 1524 à Downly Park à Singleton, dans le Sussex, à l'âge de 74 ans, et est enterré avec sa femme à la collégiale d'Arundel.

## Mariage et descendance
Il épouse, peu avant le 17 février 1466, Margaret Woodville (décédée avant le 4 août 1492), septième fille de Richard Woodville (1er comte Rivers), et une sœur cadette d'Élisabeth Woodville, épouse d'Édouard IV. Thomas et Margaret ont deux fils et deux filles,:
- William Fitzalan (11e comte d'Arundel).
- Edouard Fitzalan.
- Margaret Fitzalan, qui épouse John de la Pole (1er comte de Lincoln)[6]
- Joan Fitzalan (morte le 14 novembre 1508)[7] qui épouse George Nevill (5e baron Bergavenny). Selon Hawkyard, le mariage est sans enfant; cependant, selon Richardson, il y a deux filles du mariage, Elizabeth Neville, qui épouse Henry Daubeney (1er comte de Bridgewater) (en), et Jane Neville, qui épouse Henry Pole (1er baron Montagu)[8],[9],[10],[5],[11].